# Jon Forsling
Jon Forsling, född 11 juli 1974, är en svensk journalist och författare inom facklitteratur känd för sin bok Stupad, om löjtnant Edvard Selander Patrignani som blev första svensk att falla offer för kriget i Ukraina. Boken gavs ut via Norstedts förlag. År 2017 gav han även ut en en bok om Alcatrazfängelset.

## Biografi
Forsling utbildade sig på journalistlinjen vid dåvarande Mitthögskolan i Sundsvall 1998-2001. År 2000 praktiserade han på Augusta Chronicle i Augusta i Georgia i USA. Under och efter utbildningen, 1999-2002, arbetade han som nyhets- och nöjesjournalist vid Vestmanlands Läns Tidning. År 2003-2004 arbetade Forsling som nyhetsjournalist på Upsala Nya Tidning. Han gick 2004 över till Aftonbladet där han arbetade som nöjesjournalist. Under en kortare tid, 2005, arbetade Forsling som nöjesjournalist på Expressen innan han 2005 gick tillbaka till samma tjänst på Aftonbladet där han stannade till 2012. Från 2012 arbetade han som frilansande journalist i det egna företaget Forsling Media AB.
Forsling är gift och har fyra barn.